# Omgeschreven
Het omgeschreven zijn van een figuur om een andere figuur is een begrip uit de meetkunde.

## Veelhoeken
Een veelhoek {\displaystyle {\mathcal {A}}} heet omgeschreven om een andere veelhoek {\displaystyle {\mathcal {B}}} als de hoekpunten van {\displaystyle {\mathcal {B}}} gelegen zijn op de zijden van {\displaystyle {\mathcal {A}}}, in het algemeen opgevat als lijnen.
Het duale begrip is de ingeschreven veelhoek.

### Voorbeelden
Voorbeelden van omgeschreven driehoeken zijn de anti-Ceva-driehoek en de antivoetpuntsdriehoek.

## Krommen
Een kromme {\displaystyle {\mathcal {C}}} heet omgeschreven om een veelhoek {\displaystyle {\mathcal {A}}} als de hoekpunten van {\displaystyle {\mathcal {A}}} op {\displaystyle {\mathcal {C}}} liggen.
Een veelhoek {\displaystyle {\mathcal {A}}} heet omgeschreven om een kromme {\displaystyle {\mathcal {C}}} als de zijden van {\displaystyle {\mathcal {A}}} raken aan {\displaystyle {\mathcal {C}}}.

### Voorbeelden
Voorbeelden van omgeschreven krommen zijn:
- de omgeschreven cirkel van een veelhoek
- Steiners omgeschreven ellips van een driehoek